# نایجل واربرتون
نایجل واربرتون (متولد ۱۹۶۲) فیلسوف انگلیسی و استادیار دانشگاه آزاد انگلستان است.

## آثار
- الفبای فلسفه، نایجل واربرتون، مسعود علیا (مترجم)، تهران: ققنوس
- پرسش از هنر، نایجل واربرتون، مرتضی عابدینی فرد (مترجم)، تهران: ققنوس
- واژه‌نامه ژرف اندیشی، نایجل واربرتون، رضا هنرور (مترجم)، مروارید احسانی (مترجم)، تهران: کاکتوس
- فلسفه پایه، نایجل واربرتون، پرویز بابایی (مترجم)، تهران: آزاد مهر
- آثار کلاسیک فلسفه، نیگل واربرتون، مسعود علیا (مترجم)، تهران: ققنوس
- مقدمات فلسفه، نیگل واربرتون، بهجت عباسی (مترجم)، علیرضا عباسی (مترجم)، تهران: جوانه رشد
- اندیشیدن، فرهنگ کوچک سنجشگرانه‌اندیشی، محمد مهدی خسروانی (مترجم)، تهران: علمی و فرهنگی

چیستیِ هنر ترجمه‌یِ مهتابِ کلانتری، نشر نی
- تاریخچه کوتاهی از فلسفه ، مریم تقدیسی (مترجم) ، : نشر ققنوس